# Реальный папа
«Реальный папа» — российская кинокомедия с Михаилом Пореченковым в главной роли. Премьера фильма состоялась 17 апреля 2008 года.

## Сюжет
Роман Шило — районный бандит, который живёт один в своей квартире. 14 лет назад он был женат, но впоследствии развёлся. От этого брака у него есть дочь Таня, о существовании которой он даже и не знал. Бывшая его жена Светлана, помимо Тани, успела родить ещё сына Сергея (5 лет) и дочь Соню (2 года) от разных мужей. Воспитанием своих детей она занимается мало, так как всё своё время тратит на поиски нового папы. Однажды в очередном поиске она неудачно прыгает с парашютом и оказывается в больнице. Её лучшая подруга отдаёт детей шокированному Роману, не имеющему понятия, как нужно вести себя с детьми. Со временем они начинают привыкать друг к другу. Благодаря детям он даже нашёл свою любовь — Людмилу. Уже в конце фильма дети очень привыкают к Роману, как к собственному отцу. Ради детей и Людмилы он завязывает с бандитским миром и начинает работать учителем труда.

## В ролях
- Михаил Пореченков — Роман Вениаминович Шило, бандит
- Светлана Ходченкова — завуч школы Людмила
- Анжелина Карелина — Таня Шило
- Евгения Добровольская — Светлана Васильевна (бывшая жена Романа)
- Дмитрий Дедюшко — Сергей
- Дарина Юшкевич — Соня
- Александр Дедюшко — Игорь (инструктор)
- Алексей Огурцов — Виктор Субботин
- Алексей Шевченков — Гоша
- Дмитрий Бобров — бандит
- Александра Скачкова — Вика
- Алексей Горбунов — Сафрон
- Валентин Терехов — Чага, бандит
- Владимир Пермяков — учитель химии
- Евгения Осипова — фармацевт
- Анна Цуканова — озвучивает роль Тани Шило

## Награды и номинации
Список приводится в соответствии с данными IMDb.
| Награды и номинации     | Награды и номинации      | Награды и номинации | Награды и номинации | Награды и номинации |
| Награда                 | Категория                | Номинант            | Результат           |                     |
| ----------------------- | ------------------------ | ------------------- | ------------------- | ------------------- |
| MTV Russia Movie Awards | «Лучшая мужская роль»    | Михаил Пореченков   | Номинация           |                     |
| MTV Russia Movie Awards | «Лучшая комедийная роль» | Михаил Пореченков   | Номинация           |                     |
| MTV Russia Movie Awards | «Самая зрелищная сцена»  |                     | Номинация           |                     |